# Zygiella nearctica
Zygiella nearctica là một loài nhện trong họ Araneidae.
Loài này thuộc chi Zygiella. Zygiella nearctica được Willis J. Gertsch miêu tả năm 1964.